# Occultation de UCAC4 410-143659 par Triton du 5 octobre 2017

Une occultation de UCAC4 410-143659, étoile de magnitude 12,5, par Triton, le plus gros satellite naturel de Neptune, de magnitude ~13,5, a eu lieu le 5 octobre 2017 vers 23 h 50 UTC. Cette occultation devrait permettre d'affiner la mesure de son orbite et l'étude de son atmosphère.